# Kassander
Kassander (Kasander) (gr. Κασσανδρος Kassandros; ur. ok. 358 r. p.n.e., zm. 297 r. p.n.e) – syn Antypatra, jeden z diadochów, władca Macedonii. 

## Życiorys
Po śmierci Aleksandra Macedońskiego wraz z Eumenesem, Antypatrem, Antygonem, Ptolemeuszem, Lizymachem, Seleukosem i Perdikkasem podjął próbę zachowania utworzonego przez Aleksandra imperium. W trakcie wojny domowej (318-315 p.n.e.) ogłosił się królem Macedonii z nowej dynastii Antypatrydów i dla ugruntowania swej władzy rozkazał zamordować Roksanę, wdowę po Aleksandrze Wielkim, oraz ich potomka, małoletniego Aleksandra.
Pojął za żonę Tessalonikę, córkę Filipa II Macedońskiego i założył nazwane na jej cześć miasto Tesalonika (dzis. Saloniki).
Był ojcem trzech królów Macedonii: Aleksandra V, Filipa IV i Antypatra I.